# Gimnasio Wuhan
El Gimnasio Wuhan (en chino: 武汉 体育 中心 体育馆) es un estadio ubicado en Wuhan, China. La capacidad del estadio es de 13 000 espectadores. Es sede de eventos deportivos de interior como el baloncesto y el voleibol. Fue la sede principal del Campeonato FIBA Asia de 2011. También fue sede de la Copa FIBA Asia de 2014. Se encuentra cerca de Centro Deportivo de Wuhan.
El Gimnasio Wuhan fue una de las sedes donde se jugó la Copa Mundial de Baloncesto de 2019, que tuvo lugar del 31 de agosto al 15 de septiembre de 2019.
- Datos: Q8039079